# Šakyna
Šakyna är en ort i Litauen. Den ligger i den nordvästra delen av landet, 210 km nordväst om huvudstaden Vilnius. Šakyna ligger 89 meter över havet och antalet invånare är 425.
Terrängen runt Šakyna är mycket platt, och sluttar norrut. Runt Šakyna är det ganska glesbefolkat, med 30 invånare per kvadratkilometer. Närmaste större samhälle är Gruzdžiai, 11,9 km sydost om Šakyna. Trakten runt Šakyna består till största delen av jordbruksmark.